# Lagoa (Algarve)
Lagoa is een plaats en gemeente in het Portugese district Faro.
De gemeente heeft een totale oppervlakte van 89 km² en telde 20.651 inwoners in 2001.

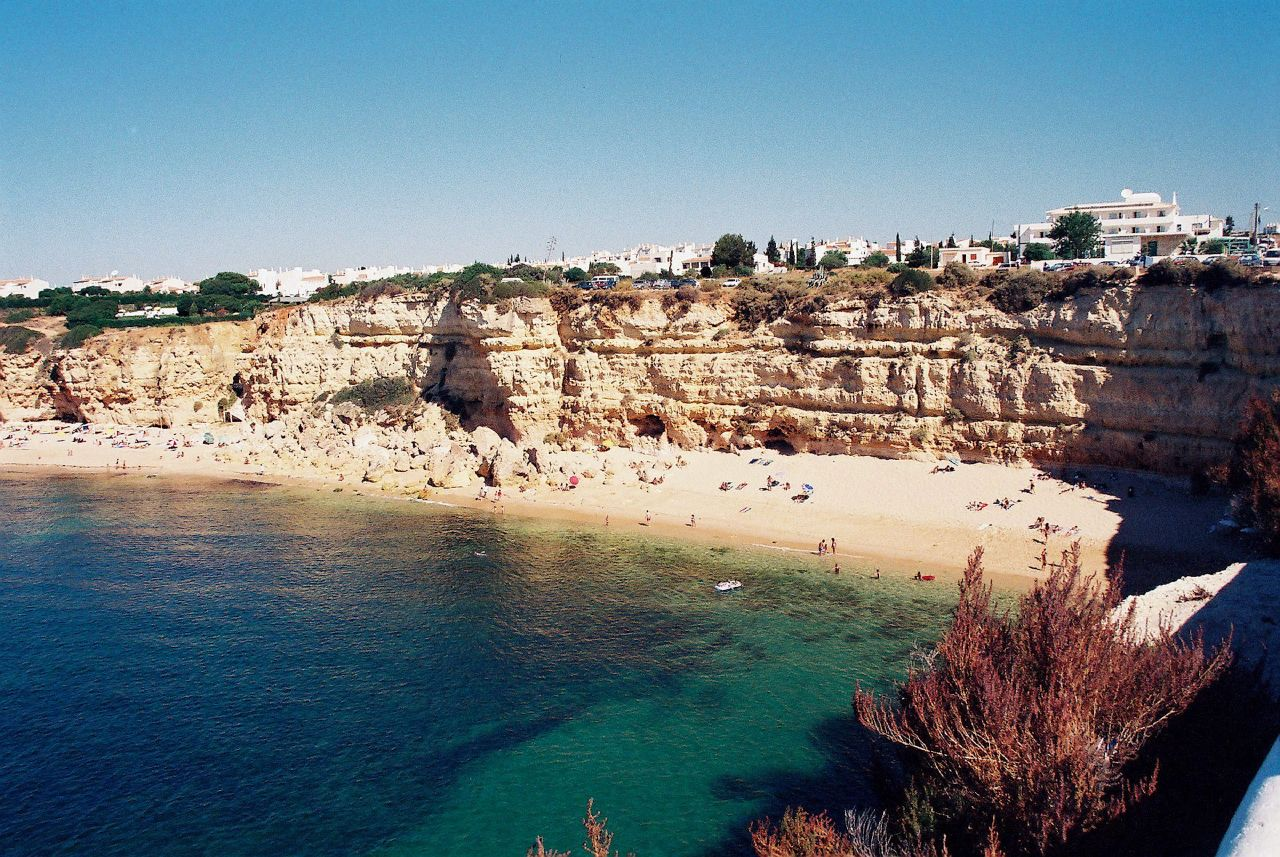
Kustlijn

## Plaatsen in de gemeente
- Praia do Carvoeiro
- Estômbar
- Ferragudo
- Lagoa
- Parchal
- Porches